# وانغ هونج (نبالة)
وانغ هونج (بالصينية: 王红) هي نبالة صينية، ولدت في 22 مايو 1965.

## وصلات خارجية
- وانغ هونج على موقع أوليمبيديا (الإنجليزية)
- وانغ هونج على موقع اللجنة الأولمبية الصينية (الإنجليزية)